# 2013-as prágai robbanás

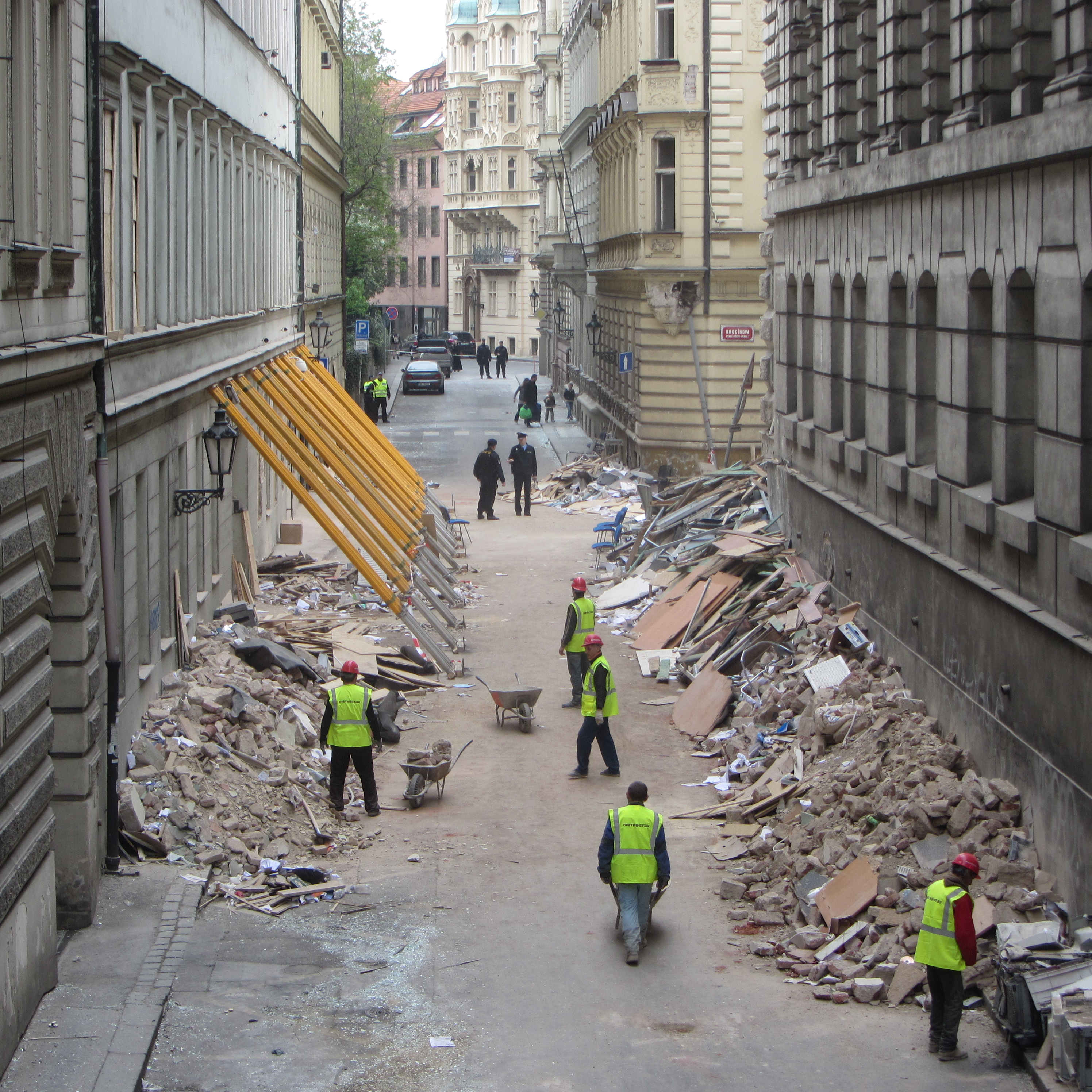
A Divadelní utca a robbanás után

2013. április 29-én helyi idő szerint 10:38-kor (UTC szerint 8:38-kor) robbanás történt Csehország fővárosának, Prágának a központjában. A robbanásra a Nemzeti Színház és a Cseh Tudományos Akadémia közelében, Prága 1-ben az Óvárosban a Divadelní utcában a Cseh Légi Irányító Szolgálat egyik épületében történt. A detonációt az egész belvárosban lehetett hallani, zaja egészen az 1,4 km-re lévő Prágai várig is elért. A robbanásnak 42 könnyebb és egy komolyabb sérültje volt, halálos sérülés nem történt. Az utórezgések következtében több épület, így a Nemzeti Színház, a Café Slavia, a Prágai Művészeti Akadémia Film- és Média Szaka, a Károly Egyetem Társadalomtudopmányi Kara, valamint a Cseh Tudományos Akadémia ablakai is betörtek.
A robbanást valószínűleg gázszivárgás okozta. A Prágai Tűzoltóság egyik vezetője szerint a robbanás után gázszagot lehetett érezni, így további robbanásoktól kellett tartani.